# 306 f.Kr.

## Händelser

### Efter plats

#### Cypern
- Menelaios (bror till Egyptens härskare Ptolemaios) blir besegrad och tillfångatagen av Demetrios Poliorketes i slaget vid Salamis, ett sjöslag utanför Cypern. Slaget blir en fullständig seger för Demetrios och resulterar i, att han erövrar Cypern från Ptolemaios samt att Egyptens sjömakt bryts. Detta ger Demetrios far, Antigonos I Monofthalmos, kontrollen över Egeiska havet, östra Medelhavet och hela Mellanöstern utom Babylonien.
- Då Antigonos och Demetrios nu båda antar titeln kung svarar Ptolemaios, likaväl som Kassander, Lysimachos och Seleukos I Nikator, med att göra detsamma.

#### Syrien
- Antigonos utropar sig till kung av Mindre Asien och norra Syrien, vilket blir inledningen på den antigonidiska dynastin, samt utnämner Demetrios Poliorketes till kung och medregent.

#### Sicilien
- Ett fredsavtal undertecknas mellan Syrakusa och Karthago. Denna fred begränsar Karthagos makt på Sicilien till området väster om floden Halycus (Platani) och ger Syrakusas tyrann Agathokles möjlighet att stärka sin makt över de grekiska städerna på ön.

#### Egypten
- Antigonos försöker följa upp sin seger vid Cypern genom att invadera Egypten med en stor armé och en formidabel flotta, men Ptolemaios lyckas framgångsrikt göra front mot honom. Dock medför årets händelse att Ptolemaios från och med nu inte längre ger sig in i strider mot Antigonos på andra sidan havet.

#### Thrakien
- Ett mynt värt fyra drachma, med bild av Alexander den store, präglas från denna tid till 281 f.Kr. på befallning av Lysimachos. Åtminstone ett av dem finns numera bevarat på British Museum i London.

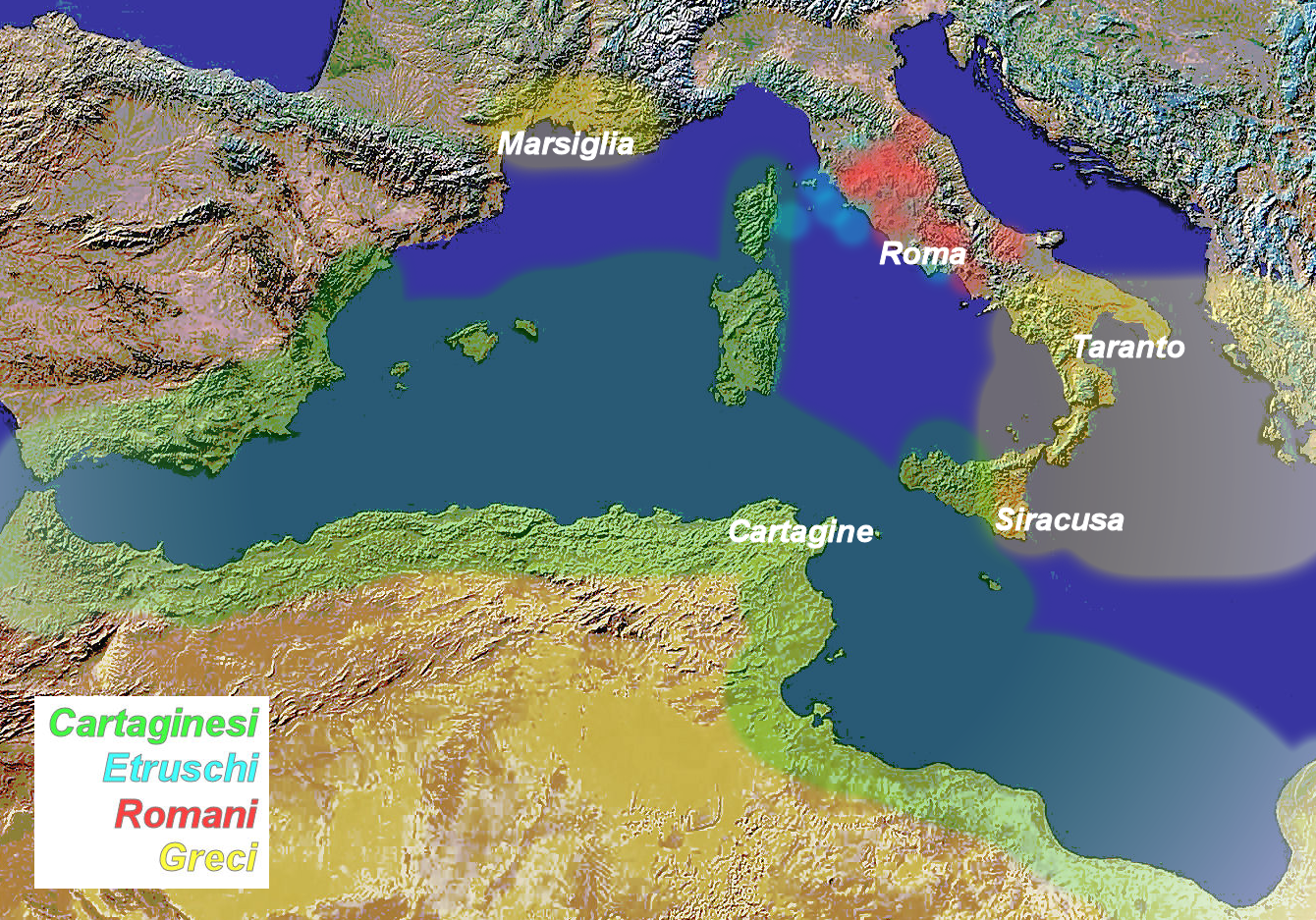
Västra Medelhavet 306 f.Kr.